# Ferienspiele (DDR)
Als Ferienspiele bezeichnete man in der DDR die werktägliche Betreuung von Kindern während der Ferien im Schulbereich. In den Schulferien, vor allem aber in den Winter- bzw. Sommerferien, die in der DDR einheitlich ca. drei bzw. acht Wochen dauerten, konnten berufstätige Eltern ihre Kinder nicht immer ganztägig betreuen. Neben anderen Angeboten (wie z. B. Urlaub mit den Eltern, Unterbringung bei Verwandten, Ferienlager o. a.) konnten die Kinder, die während der Ferien im Schulbereich und Wohngebiet weilten und zeitweise keine anderweitigen Ferienaktivitäten wahrnehmen wollten oder konnten, an den Ferienspielen teilnehmen. Sie hatten grundsätzlich ein Anrecht darauf, mussten vorher aber explizit dafür angemeldet werden. Der Ausdruck wird auch heute noch oder wieder verwendet, wobei damit meist eigentlich eine Art von Ferienlager gemeint wird.
Natürlich empfanden es manche Kinder als Qual, zu den Ferienspielen gehen zu müssen, anstatt zu Hause frei herumzutollen und individuell betreut zu werden. Drastisch schildert das z. B. Kathrin Schmidt unter „Bloß keine Ferienspiele!“.

## Geschichte
1876 organisierte der Schweizer Pfarrer Walther Bion eine erste Ferienkolonie. Schon „im Mai 1880 regte der preußische Minister Falk alle ihm unterstellten Schulbehörden zur Förderung der Sache [der Ferienkolonien] an, und im November 1881 trat unter seinem Vorsitz ein deutscher Verein für F. [Ferienkolonien] in Berlin zusammen“. Es folgten in vielen Ländern ähnliche Projekte. Bedürftige Kinder kamen in den Ferien auch zu Familien oder immer häufiger in Ferienheime unter Aufsicht von Lehrern oder älteren Studenten. Halbtags- oder Stadtferienkolonien z. B. „waren für daheim gebliebene Kinder bestimmt, [die] regelmäßig aus der Stadt geführt und draußen beköstigt und von den Lehrpersonen mit Spielen beschäftigt“ wurden.
Bereits in den 1950er Jahren gab es im Rahmen der „Ferienaktion“ Maßnahmen der Regierung der DDR, Kindern frohe, erholsame und erlebnisreiche Sommerferien zu ermöglichen. Eine Form davon waren Ferienspiele „an jeder Grundschule für alle am Ort verbleibenden Kinder“. Anfangs waren die Ferienspiele offen für Schüler der 1. bis 8. Klassen, später bevorzugt für Schüler der Unterstufe (1. bis 4. Klasse).
Im Jugendgesetz der DDR vom 4. Mai 1964 regelt § 31 Absatz 2, dass in den Schuljahresarbeitsplänen für alle Ferienzeiten die Aufgaben der jeweiligen Träger der Feriengestaltung festzulegen sind. Im Jugendgesetz der DDR vom 28. Januar 1974 regelt § 46 die Verantwortung besonders der Schuldirektoren „für die Vorbereitung und Durchführung der organisierten Feriengestaltung für alle Schüler“.

## Organisation
Die Ferienspiele fanden meist in den Schulgebäuden oder Schulhorten statt. Betreut wurden die Kinder von den Erzieherinnen, die sie auch in der Schulzeit in den damaligen Ganztagsschulen nach dem Unterricht sowieso beschäftigten. Verstärkend wurden bedarfsweise Lehrer o. a. Personal hinzugezogen. Die Vormittagsbeschäftigung bestand z. B. im Spielen, Malen, Singen, Basteln oder Sport. Vereinzelt wurden kurze Ausflüge oder z. B. auch sogenannte Schnipseljagden organisiert. Die Kinder waren meist in einer oder wenigen Gruppen zusammen, unabhängig von der Zugehörigkeit zu ihren eigentlichen Schulklassen. Am Nachmittag waren verschiedene Beschäftigungen angesagt, bis die Eltern ihre Kinder abholten oder die Kinder selbständig, meist spätestens um 16 Uhr heimgingen, was der Regelfall war. War noch kein Elternteil zu Hause, hatten die Kinder den Wohnungsschlüssel dabei (Schlüsselkind).

## Finanzierung
Die Feriengestaltungen insgesamt wurden von Gemeinden, Betrieben, Gewerkschaften (bzw. FDGB) und durch staatliche Zuschüsse finanziert. Wie im normalen Schulbetrieb auch leisteten die Eltern ein anteiliges „Essengeld“ in zu heute vergleichsweise geringer Höhe, sofern ihr Kind am Essen teilnehmen sollte.